# Nebrová
Nebrová este o arie protejată (arie specială de conservare — SAC, sit de importanță comunitară — SCI) din Slovacia întinsă pe o suprafață de 27,77 ha, integral pe uscat.

## Localizare
Centrul sitului Nebrová este situat la coordonatele 49°07′11″N 18°07′24″E / 49.119858°N 18.123402°E.

## Înființare
Situl Nebrová a fost declarat sit de importanță comunitară în aprilie 2004 pentru a proteja 8 specii de animale. Situl a fost protejat și ca arie specială de conservare în martie 2004.

## Biodiversitate
Situată în ecoregiunea alpină, aria protejată conține 6 habitate naturale: Pajiști uscate seminaturale și facies de acoperire cu tufișuri pe substraturi calcaroase (Festuco-Brometalia) (* situri importante pentru orhidee), Păduri aluvionare cu Alnus glutinosa și Fraxinus excelsior (Alno-Padion, Alnion incanae, Salicion albae), Fânețe de joasă altitudine (Alopecurus pratensis, Sanguisorba officinalis), Liziere de ierburi înalte hidrofile de câmpie și de nivel montan până la alpin, Mlaștini alcaline, Pajiști uscate seminaturale și facies de acoperire cu tufișuri pe substraturi calcaroase (Festuco-Brometalia) (* situri importante pentru orhidee).
La baza desemnării sitului se află mai multe specii protejate:
- păsări (2): Locustella naevia, mărăcinar negru (Saxicola torquatus)
- amfibieni (1): izvoraș-cu-burta-galbenă (Bombina variegata)
- nevertebrate (5): fluturele de noapte (Eriogaster catax), Euplagia quadripunctaria, fluturele purpuriu (Lycaena dispar), phengaris nausithous (Maculinea nausithous), Maculinea teleius

Pe lângă speciile protejate, pe teritoriul sitului au mai fost identificate 16 specii de plante, 7 specii de amfibieni, 14 specii de mamifere, 3 specii de nevertebrate, 2 specii de pești, 4 specii de reptile.